# János Arany
János Arany (2 de març de 1817, Nagyszalonta - 22 d'octubre de 1882, Budapest) fou un bard hongarès de poesia èpica, considerat el més gran dels poetes èpics a Hongria.
La seva obra principal és la trilogia de Miklós Toldi, composta pels escrits Toldi de 1847, Toldi estéje de 1854 i Toldi szerelme, de 1848-1979, on es narren les aventures de Miklós Toldi, un cavaller hongarès del segle XIV que posseïa una força física extraordinària. La sèrie de texts foren rebuts amb admiració per un públic desitjós d'una literatura nacional de qualitat, en un llenguatge que tots poguessin entendre.
D'altres obres notables foren un fragment d'un poema èpica titulat Bolond Istók de 1850 i La mort del Rei Buda de 1864. L'escrit Őszikék el redactà poc abans de morir, on reflexiona d'una manera commovedora sobre la seva percepció d'incompliment personal i solitud.